# كلوديا إيمرسون
كلوديا إيمرسون (بالإنجليزية: Claudia Emerson)‏ هي كاتِبة وشاعرة أمريكية، ولدت في 13 يناير 1957 في تشاتهام في الولايات المتحدة، وتوفيت في 4 ديسمبر 2014 في ريتشموند في الولايات المتحدة بسبب سرطان القولون.

## وصلات خارجية
- الموقع الرسمي